# Bázakerettye
Bázakerettye là một thị trấn thuộc hạt Zala, Hungary. Thị trấn này có diện tích 8,03 km², dân số năm 2010 là 831 người, mật độ 103 người/km².